# Championnat de France masculin de volley-ball 1988-1989
Navigation
Saison précédente Saison suivante
Le Championnat de France de volley-ball Nationale 1 1988-1989 a opposé les dix meilleures équipes françaises de volley-ball.

## Listes des équipes en compétition
| \| Asnières Bordeaux Cannes Fréjus Grenoble Lyon Montpellier Racing CF Poitiers Sète \| Localisation des clubs engagés dans le championnat. |
| Asnières Bordeaux Cannes Fréjus Grenoble Lyon Montpellier Racing CF Poitiers Sète                                                           |

| Asnières Sports |
| JSA Bordeaux    |
| AS Cannes       |
| AS Fréjus       |
| AS Grenoble     |
| ASUL Lyon       |
| Montpellier UC  |
| Stade Poitevin  |
| Racing CF       |
| Arago de Sète   |

## Saison régulière

### Classement
| #  | Équipe          | Pts | J  | G  | P  |
| 1  | AS Fréjus       | 35  | 18 | 17 | 1  |
| 2  | AS Grenoble     | 33  | 18 | 15 | 3  |
| 3  | Montpellier UC  | 32  | 18 | 14 | 4  |
| 4  | AS Cannes       | 29  | 18 | 11 | 7  |
| 5  | Arago de Sète   | 26  | 18 | 8  | 10 |
| 6  | ASUL Lyon       | 25  | 18 | 7  | 11 |
| 7  | Racing CF       | 25  | 18 | 7  | 11 |
| 8  | JSA Bordeaux    | 24  | 18 | 6  | 12 |
| 9  | Stade Poitevin  | 23  | 18 | 5  | 13 |
| 10 | Asnières Sports | 18  | 18 | 0  | 18 |

## Bilan de la saison
| Qualifications européennes 1989-1990 |                            |
| Compétition                          | Qualifiés                  |
| Ligue des champions                  | AS Fréjus                  |
| Coupe des vainqueurs de Coupes       | ASUL Lyon                  |
| Coupe de la CEV                      | AS Grenoble Montpellier UC |

| Promotions et relégations |                                |
| Relégués en Nationale 1B  | Asnières Sports Stade Poitevin |
| Promus de Nationale 1B    | Saint-Nazaire Stade Français   |